# Марочкин, Егор Семёнович
Егор Семёнович Марочкин (2 мая 1922 — 5 августа 1990) — связной командира 2-го стрелкового батальона 896-го стрелкового Краснознамённого ордена Суворова 3-й степени полка (211-я стрелковая Черниговская Краснознамённая дивизия, 67-й стрелковый корпус, 38-я армия, 4-й Украинский фронт), красноармеец, участник Великой Отечественной войны, кавалер ордена Славы трёх степеней.

## Биография

### Ранние годы
Родился 2 мая 1922 года в селе Еныпино Орловского уезда Орловской губернии (в настоящее время в составе Сосковского района Орловской области). Из крестьянской семьи. Русский.
В 1934 году окончил начальную школу в родном селе Еныпино. В 1937 году окончил семилетнюю школу в соседнем селе Рыжково, в 1941 году - Сосковскую среднюю школу в районном центре. В первый год Великой Отечественной войны оказался на оккупированной территории и пережил немецкую оккупацию, жил в родном селе и вёл крестьянское хозяйство.

### В армии
Призван в Красную армию после освобождения родных мест. 8 августа 1943 года Сосковским районным военкоматом Орловской области. На фронтах Великой Отечественной войны с сентября 1943 года. Весь боевой путь прошёл в 211-й стрелковой дивизии.
В бою 7 января 1944 года был ранен в руку. Уже через два месяца после прибытия на фронт совершил подвиг, за который награждён своим первым орденом.
Стрелок 887-го стрелкового полка (211-я стрелковая дивизия, 17-й гвардейский стрелковый корпус, 38-я армия, 1-й Украинский фронт) красноармеец Марочкин Егор Семёнович отличился в Житомирско-Бердичевской наступательной операции. В боях за овладение населёнными пунктами Соловеевка (ныне в Брусиловском районе Житомирской области) и Ярославка (ныне в Ружинском районе той же области) выполнял обязанности связного командира батальона, обеспечивал его связь под огнём с подразделениями на передовой. При атаке на Ярославку первым ворвался в село и способствовал успеху подразделения, в этом бою истребил 4-х солдат противника.
За образцовое выполнение боевых заданий Командования на фронте борьбы с немецкими захватчиками и проявленные при этом доблесть и мужество приказом частям 17-го гвардейского стрелкового корпуса № 05/н от 6 февраля 1944 года красноармеец Марочкин Егор Семёнович награждён орденом Славы 3-й степени.
В январе 1944 года был ранен, и хотя после госпиталя попал в соседний полк той же дивизии, но этого оказалось достаточно, чтобы информация о награждении затерялась. Боец узнал об этой награде через несколько десятилетий после Победы. А пока впереди были новые бои. В своей новой части воевал в батальоне Героя Советского Союза К. С. Морозова.
Связной командира батальона 896-го стрелкового полка (211-я стрелковая дивизия, 101-й стрелковый корпус, 38-я армия, 1-й Украинский фронт) красноармеец Марочкин Егор Семёнович вновь отважно действовал в Львовско-Сандомирской наступательной операции. 

### Подвиг
При прорыве мощной немецкой обороны в районе села Альвинувка Тарнопольской (ныне Тернопольская) области в июле 1944 года под ружейно-пулемётным и миномётным огнём противника первым ворвался в немецкую траншею и там автоматным огнём уничтожил 4-х немцев. 19 июля полк подвергся сильной контратаке, в бою получил контузию командир батальона. Рискуя жизнью, под сильным огнём, красноармеец Марочкин вынес его в укрытие и оказал первую помощь, спас жизнь командира.
За образцовое выполнение боевых заданий Командования на фронте борьбы с немецкими захватчиками и проявленные при этом доблесть и мужество приказом частям 211-й стрелковой дивизии № 026/н от 16 августа 1944 года красноармеец Марочкин Егор Семёнович награждён орденом Славы 3-й степени.
Приказом министра обороны Российской Федерации № 600 от 18 декабря 1994 года перенаграждён орденом Славы 1-й степени, став полным кавалером ордена Славы.
Стрелок 896-го стрелкового полка (211-я стрелковая дивизия, 67-й стрелковый корпус, 38-я армия, 4-й Украинский фронт) красноармеец Марочкин Егор Семёнович проявил в Западно-Карпатской операции. При отражении немецкой контратаки 9 февраля 1945 года у села Ясеница (ныне в Силезском воеводстве, Польша), когда немцы близко приблизились к позициям батальона, первым поднялся и бросился на врага, увлекая за собой других бойцов. В рукопашном бою атакующий противник понёс большие потери и обратился в бегство. В этой схватке Егор Марочкин лично истребил 17 немцев и ещё 3-х солдат захватил в плен.
За образцовое выполнение боевых заданий Командования на фронте борьбы с немецкими захватчиками и проявленные при этом доблесть и мужество приказом войскам 38-й армии № 028/н от 13 мая 1945 года красноармеец Марочкин Егор Семёнович награждён орденом Славы 2-й степени.
Однако ко времени подписания приказа 211-я стрелковая дивизия была уже передана из 38-й армии в 1-ю гвардейскую армию, а после Победы началось расформирование многих армейских управлений и массовые перемещения воинских частей. Поиск и вручение наград затянулись. Этот орден был вручён Е. С. Марочкину только в 1964 году.
Последний подвиг совершил 2 мая 1945 года, в бою за село Орлово в Чехословакии, когда сумел незаметно пробраться к немецким позициям и гранатами уничтожить оборудованную пулемётную точку с расчётом, очистив путь атакующим частям. Там же в Чехословакии встретил Победу.

### После войны
После войны служил в Чехословакии, с мая 1946 года — писарем в 656-м стрелковом полку 116-й стрелковой дивизии в Львовском (затем Прикарпатском) военном округе. 
В 1947 году младший сержант Е. С. Марочкин был демобилизован.
Жил в Еньшино, затем в селе Рыжково в Сосковском районе Орловской области. С сентября 1952 года работал счетоводом в Рыжковской средней школе, с 1953 года — учителем географии и биологии этой школы. В 1956 году окончил факультет естествознания Орловского педагогического института, в 1963 году вторично окончил этот институт, но уже факультет биологии, в 1972 году окончил курсы повышения квалификации при Орловском институте усовершенствования учителей. С 1979 года — на пенсии.
Скончался 5 августа 1990 года. Похоронен на кладбище села Рыжково Сосковский район.

## Награды
- Орден Отечественной войны II степени (11.03.1985)[2]

- Орден Славы I степени  (06.02.1944) перенаграждён Приказом МО РФ в 1994 году[3]
- Орден Славы II степени (13.05.1945)[4]
- Орден Славы III степени (16.08.1944)[5]
- Медаль «За отвагу» (18.05.1945)[6]

- Медаль «В ознаменование 100-летия со дня рождения Владимира Ильича Ленина» (6 апреля 1970)
- Медаль «За победу над Германией в Великой Отечественной войне 1941—1945 гг.» (9 мая 1945)[7]
- Юбилейная медаль «Двадцать лет Победы в Великой Отечественной войне 1941—1945 гг.» (7 мая 1965[8])
- Юбилейная медаль «Тридцать лет Победы в Великой Отечественной войне 1941—1945 гг.»[9]
- Медаль «Сорок лет Победы в Великой Отечественной войне 1941-1945 гг.»[10]
- Медаль «Ветеран труда»
- Юбилейная медаль «50 лет Вооружённых Сил СССР» (26 декабря 1967[11])
- Юбилейная медаль «60 лет Вооружённых Сил СССР» (28 января 1978[12])
- Знак «25 лет победы в Великой Отечественной войне» (1970)